# Monte Cairo
O monte Cairo é uma montanha situada na região do Lácio, Itália. Tem 1 669 metros de altitude. Seu nome latino é Mons Clarius, assim denominado pois ali havia um templo dedicado a Apolo (Clarius) onde hoje está a Abadia de Montecassino.
Sua estrutura geológica é de origem calcária remontante ao período jurássico e cretáceo.
Seu cume pode ser alcançado por um percurso de cerca de quatro horas através de bosques de faias, de onde se pode admirar o panorama dos Montes Marsicanos, entre outras montanhas, e também o mar até a cidade de Gaeta, as ilhas Pontinas e o Vesúvio.